# Região Geográfica Intermediária de Caruaru
A Região Geográfica Intermediária de Caruaru é uma das quatro regiões intermediárias do estado brasileiro de Pernambuco e uma das 134 regiões intermediárias do Brasil, criadas pelo Instituto Brasileiro de Geografia e Estatística (IBGE) em 2017. É composta por 64 municípios, distribuídos em quatro regiões geográficas imediatas.
Sua população total de acordo como Censo 2022 do Instituto Brasileiro de Geografia e Estatística (IBGE) é de 2 241 191 habitantes, distribuídos em uma área total de 30 006,257 km².
Caruaru é o município mais populoso da região intermediária, com 356 872 habitantes, de acordo com estimativas de 2018 do Instituto Brasileiro de Geografia e Estatística (IBGE).

## Regiões geográficas imediatas
| Região geográfica imediata                          | Municípios | População Estimativa 2022 | Área (km²) |
| --------------------------------------------------- | --- | ------------------------- | ---------- |
| Região Geográfica Imediata de Caruaru               | Agrestina Altinho Barra de Guabiraba Bezerros Bonito Brejo da Madre de Deus Cachoeirinha Camocim de São Félix Caruaru Chã Grande Cumaru Cupira Gravatá Ibirajuba Jataúba Lagoa dos Gatos Panelas Riacho das Almas Sairé Santa Cruz do Capibaribe São Caetano São Joaquim do Monte Taquaritinga do Norte Toritama | 1 079 264                 | 8 031,569  |
| Região Geográfica Imediata de Garanhuns             | Águas Belas Angelim Bom Conselho Brejão Caetés Calçado Canhotinho Capoeiras Correntes Garanhuns Iati Jucati Jupi Jurema Lagoa do Ouro Lajedo Palmeirina Paranatama Quipapá Saloá São João Terezinha | 537 904                   | 6 551,557  |
| Região Geográfica Imediata de Arcoverde             | Arcoverde Buíque Custódia Ibimirim Inajá Itaíba Manari Pedra Sertânia Tupanatinga Venturosa | 375 941                   | 12 158,343 |
| Região Geográfica Imediata de Belo Jardim-Pesqueira | Alagoinha Belo Jardim Pesqueira Poção Sanharó São Bento do Una Tacaimbó | 248 082                   | 3 264,788  |
| Total                                               | 64 | 2 241 191                 | 30 006,257 |